# 莫达非尼砜
莫达非尼砜（英語：Modafinil sulfone，研发代号：CRL-41056）是促觉醒药物莫达非尼的非手性氧化代谢产物。它是莫达非尼两种主要循环代谢产物之一，另一种是莫达非尼酸。莫达非尼砜也是莫达非尼前药阿屈非尼的代谢物。莫达非尼砜也是阿莫达非尼（莫达非尼的(R)-(-)-对映体）的代谢物，因为砜的氧化会去除硫原子上的手性中心。莫达非尼砜被描述为无活性的，并且与莫达非尼酸类似，似乎对莫达非尼的促觉醒作用无贡献。然而，与莫达非尼一样，莫达非尼砜在动物实验中被发现具有抗惊厥特性，表明它确实具有一定的生物活性。